# مارتین روبش
مارتین روبش (چکی: Martin Rubeš؛ زادهٔ ۱۶ سپتامبر ۱۹۹۶) شمشیرباز اهل جمهوری چک است.
وی در مسابقات کشوری و بین‌المللی در مجموع برندهٔ ۱ مدال برنز شده است.